# Bastia elegans
Bastia elegans is een hooiwagen uit de familie Sclerosomatidae. De wetenschappelijke naam van Bastia elegans gaat terug op Suzuki.